# Jacob Larsen
Jacob Larsen, né le 13 juin 1988, est un rameur danois.

## Palmarès

### Jeux olympiques d'été
| Discipline           | Londres 2012 Royaume-Uni | Rio 2016 Brésil |
| -------------------- | ------------------------ | --------------- |
| Quatre de pointe, pl |                          |                 |
| Huit, pl             |                          |                 |

### Championnats du monde
| Discipline           | Bled 2011 Slovénie | Plovdiv 2012 Bulgarie | Chungju 2013 Corée du Sud | Amsterdam 2014 Pays-Bas | Aiguebelette 2015 France |
| -------------------- | ------------------ | --------------------- | ------------------------- | ----------------------- | ------------------------ |
| Quatre de pointe, pl |                    |                       | Or                        | Or                      |                          |
| Huit, pl             | Bronze             |                       |                           |                         |                          |

### Championnats d'Europe
| Discipline           | Plovdiv 2011 Bulgarie | Varèse 2012 Italie | Séville 2013 Espagne | Belgrade 2014 Serbie | Poznań 2015 Pologne |
| -------------------- | --------------------- | ------------------ | -------------------- | -------------------- | ------------------- |
| Quatre de pointe, pl |                       |                    | Or                   | Or                   |                     |
| Huit, pl             |                       |                    |                      |                      |                     |